# Косу (термін)
Косу (кор. 고수) — корейський термін, який використовується для позначення висококваліфікованої людини. У комп'ютерних іграх цей термін зазвичай використовується для позначення людини, яка домінує в таких іграх, як StarCraft, Counter-Strike, Tekken, Warcraft III, Diablo II, DotA, League of Legends, Heroes of the Storm, Overwatch, Overwatch 2, Apex Legends і інші. Термін був прийнятий ігровими спільнотами в багатьох країнах через велику присутність південнокорейців в онлайн-ігрових спільнотах.

## Походження
Термін є китайсько-корейською лексикою, а споріднені в інших східноазіатських мовах, які містять ту саму ханча (高手, досл. «висока рука»), включають gāoshǒu (мандаринська, досл. «знавець; туз; майстер») і cao thủ (в'єтнамська, досл. «вміла людина; майстер»). На діалекті провінції Кьоннам косу також має значення «лідер». У переносному значенні «професіонал» або «висококваліфікований у чомусь», використання косу в докомп'ютерний період зазвичай стосувався бойових мистецтв або гри Ґо.

## Терміни
Хоча й не такі популярні, є також кілька інших широковживаних корейських слів для опису геймерів із різними рівнями навичок. Чунсу (중수, 中手, букв. «середня рука») означає «помірно гарний гравець», хасу (하수, 下手, букв. «низька рука») означає «поганий гравець» або «особа без навичок» і чхобо (초보, 初步, букв. «перший крок») для «початківця». Хасу та чхобо мають однаковий рівень навичок, але хасу є зневажливим або принизливим, тоді як чхобо — ні. Еквівалентом хасу може бути «нуб», а чхобо — «початківець» або «новачок»[джерело?].